# Сидней Юнайтед
«Сидней Юнайтед 58» (англ. Sydney United 58 Football Club) — австралийский полупрофессиональный футбольный клуб, базирующийся в Эденсор Парк, Сидней. Клуб был сформирован в 1958 году под названием Сидней Кроэйша, в 1992 году носил название Сидней ХСК, а с 1993 года носит современное название.
В данный момент клуб выступает в Премьер-лиге Нового Южного Уэльса, домашние матчи проводятся на Сидней Юнайтед Спортс Сентр расположенном в Эденсор Парк. Юнайтед является братским клубом «Мельбурн Найтс», другого хорватского клуба выступающего в Премьер-лиге Виктории.
Также клуб является постоянным участником Австрало-хорватского футбольного турнира.

## История

### Ранние годы
Клуб был основан в 1958 году под названием «Сидней Кроэйша», с 1959 года выступал в третьем дивизионе чемпионата по футболу Нового Южного Уэльса, в 1961 году пробился во второй дивизион, а уже с 1963 года выступает в элитном чемпионате штата. Главными соперниками клуба являлись Сент Джордж ФК, Пан Хелленик, АПИА Лейчхардт, С.С.К Югал и Сидней Хаоках.
В 1968 году меняет своё название на «Саут Сидней Кроэйша» из-за расположения клуба в южной части Сиднея в районе Сарри-Хиллс.
В 1977 году под руководством Луки Фабийинича и с помощью голеадора Аттилы Абоньи завоевали первое чемпионство штата. В 1978 году Абоньи становится капитаном и тренером клуба. Команда забила 62 гола в регулярном чемпионате (21 гол забил сам Абоньи) и одержала победу в нем, но в финале плей-офф уступила «Сазерленд Шаркс» со счётом 2-1. В 1979 году клуб вновь добилась чемпионства в регулярном чемпионате под руководством Абоньи, который покинул клуб после поражения в плей-офф.

### 1979—1989
В 1979 году клуб приобрел землю в Западном Сиднее, в районе Эденсор Парк, для строительства стадиона, теперь на этом месте находится Сидней Юнайтед Спортс Сентр. «Сидней Кроэйша» становился победителем регулярного чемпионата в 1981 и 1982 годах, и чемпионом в 1982 и 1983 годах. В финале 1983 года, последнего года существования чемпионата штата «Кроэйша» под руководством Луки Фабийинича обыграл клуб «Кантербури-Марриквилль» со счетом 3-0. 
В начале 1980-х годов, «Кроэйша» часто собирал дома 10000 зрителей в Лиге штата, тогда как, у клубов НСЛ в среднем посещаемость составляла в среднем 3000 человек. НСЛ были необходимы клубы популярные у фанатов, но политика лиги была против команд с национальными названиями, а клуб не хотел избавляться от  названия Хорватия. Несмотря на это в 1984 году НСЛ закрыло глаза на название «Сидней Кроэйша» и «Мельбурн Кроэйша» были приняты в лигу.
В свой первый сезон в НСЛ клуб установил своеобразный рекорд, пять раз сменив тренера, после ухода Аттилы Абоньи был назначен Гэри Нун, позднее Мик Джонс, Билл Бичаначич и Бруно Видач, позднее был приглашен в качестве играющего тренера Ведран Рожич из «Хайдука», который помог клубу занять шестое место.
В 1986 году клуб добился первого успеха, одержал победу в Северном дивизионе НСЛ, но в плей-офф упустил право побороться за чемпионство НСЛ, уступив «Сидней Олимпик». А через два года, в 1988 году, «Кроэйша» добралась до Гранд финала, где встретилась с клубом «Маркони-Фэйрфилд» на стадионе Парраматта. За «Хорватию» забили Алан Хант и Манис Ламонд, за «Маркони» Фрэнк Фарина и Златко Настевски, но в основное и дополнительное время клубы не смогли выяснить кто сильнее, серия пенальти определила победителя, им стал клуб «Маркони-Фэйрфилд».

### 1990—1999
В начале 90-х клуб дважды меняет название, в 1992 году «Кроэйшен Спортс Клаб» (C.S.C.), а уже в следующем году получает современное название, «Сидней Юнайтед». Перед сезоном 1992/93 главным тренером был назначен Мик Хикман, но он покинул клуб ещё в ходе предсезонной подготовки, на его место пришёл эк-Соккеруз Манфред Шефер, который смог добиться с клубом только седьмого места. Также в клубе появлялись свои воспитанники, такие как Тони Попович, Желько Калац, Анте Миличич и Анте Морич в дальнейшем выступавшие за сборную Австралии различных возрастов. В сезоне 1993/94 Желько Калац установил рекорд лиги отстояв 12 матчей на ноль из 26, а «Сидней Юнайтед» занял 3-е место. В сезоне 1994/95 на посту главного тренера Манфреда Шафера сменяет Бранко Чулина, с составом, на 2/3 состоящим из местных игроков, он добивается 3-го места в чемпионате. В сезоне 1995/96 команда под руководством Чулины выигрывает регулярный чемпионат и второй раз в своей истории достигает Гранд финала НСЛ, перед 44 000 толпой команда проигрывает клубу Фрэнка Фарины «Брисбен Страйкерс ФК» со счетом 0—2. Полузащитник «Юнайтед» Кресимир Марусич был признан лучшим игроком НСЛ, а Давид Здрилич с 21 забитым мячом стал главным бомбардиром (его одноклубник Анте Миличич занял второе место с 19 мячами). После окончания сезона клуб покинул ряд ведущих игроков: Попович ушёл в японский «Санфречче Хиросима», Миличич в голландский «НАК», Здрилич в швейцарский «Арау», а Роберт Энес перебрался в «Портсмут».
На сезон 1997/98 клуб возглавил бывший член Соккеруз Дэйв Митчелл. Клуб с борьбой занял 4-е место, лучшим бомбардиром стал Аббас Саад. Перед сезоном 1998/99 клуб покинули Пол Билокапич и Марк Рудан, несмотря на это, команда во главе защитником Велемиром Купершаком и игроками молодежной лиги (Джейкоб Бёрнс, Джоэл Гриффитс и Миле Стерьовски) выиграла свой третий регулярный чемпионат НСЛ и достигла Гранд Финала, где уступила со счетом 3-2 команде «Саут Мельбурн».

### 2000—2004
С сезона 2000/01 главным тренером становиться бывший защитник клуба Алан Хантер, но из-за неудовлетворительных результатов был уволен и в феврале тренером до конца сезона был назначен Велемир Купершак, он пригласил в клуб участника Чемпионата мира 1998 Алёшу Асановича, который провёл за клуб 4 матча и забил 1 гол. Сезон клуб закончил на 10-м месте.
Сезоны 2001/02 и 2002/03 клуб возглавлял Бранко Чулина. Он пригласил в клуб троих хорватских игроков: вратаря Ваню Ивесу и защитников Божидара Чачича и Бориса Павича, но клуб так и не смог завершить оба сезона выше 10-го места. Последний сезон Национальной футбольной лиги также завершился 10-м местом для клуба.

### 2005 — настоящее время
После закрытия НСЛ клуб выступает в Премьер-лиге Нового Южного Уэльса. В 2005 году клуб возглавил Златко Арамбашич, команда заняла 4-е место в чемпионате, однако одержала победу финале в Continental Tyres Cup над «Белконнен Блу Дивлз». В 2006 году Арамбашич был уволен и на его место нанят Жан-Поль де Мариньи, клуб начал сезон не очень хорошо, однако завершил регулярный чемпионат на третьем месте. В розыгрыше плей-офф клуб добрался до финала, где обыграл со счётом 4-0 клуб «Блэктаун Сити Димонз». Все четыре гола в финале забил Лука Главас. В 2007 году Мариньи покинул клуб, новым тренером стал помощник главного тренера «Бенкстаун Сити Лайонз» Питер Папойтис, однако к концу сезона из-за блеклой игры и неудовлетворительных результатов он был заменен на бывшего игрока клуба Анте Румору. Румора закончил сезон на шестом месте всего в четырех очках от четверки лучших. В следующем сезоне по результатам регулярного чемпионата клуб занял первое место с отрывом от ближайшего преследователя, «Маркони Сталлионз». Но в плей-офф команда выступала не так удачно, уступив «Маркони Сталлионз» и «Сазерленд Шаркс».
В 2011 году клуб занял второе место в чемпионате и добрался до финала плей-офф, где уступил победителю регулярного чемпионата «Сидней Олимпик» со счетом 2—0.
В 2013 году «Сидней Юнайтед» вновь выиграл регулярный чемпионат, но не смог добраться до финала плей-офф штата. Однако благодаря победе в регулярном чемпионате штата «Юнайтед» принял участие в первом Чемпионате Национальных Премьер-Лиг. Обыграв клубы «Канберра ФК», «Олимпик ФК» и «Саут Хобарт ФК», «Юнайтед» становится первым обладателем титула этого турнира.

## Достижения
- Победитель Чемпионата Национальных Премьер-Лиг: 2013
- Победитель регулярного первенства Национальной футбольной лиги: 1986, 1996/97, 1998/99
- Победитель Кубка НСЛ: 1987
- Победитель Премьер-лиги Нового Южного Уэльса: 1977, 1982, 1983, 2006
- Победитель регулярного первенства Премьер-лиги Нового Южного Уэльса: 1977, 1978, 1979, 1981, 1982, 2009, 2013, 2016

## Известные футболисты
- Грэм Арнольд
- Марк Боснич
- Тим Кэхилл
- Джейсон Чулина
- Джоэл Гриффитс
- Миле Единак
- Желько Калац
- Тони Попович
- Нед Зелич
- Алёша Асанович